# 小行星6116
小行星6116（英語：6116 Still）是一颗围绕太阳公转的小行星。1984年10月26日，愛德華·鮑威爾在可可尼诺县发现了此天体。
这颗小行星的绝对星等为134.1586931201919等。